# Natação no Campeonato Mundial de Esportes Aquáticos de 2017 - 4x100 m medley masculino
A prova do revezamento 4x100 metros medley masculino da natação no Campeonato Mundial de Esportes Aquáticos de 2017 ocorreu no dia 30 de julho em Budapeste na Hungria.

## Recordes
Antes desta competição, os recordes mundiais e do campeonato nesta prova eram os seguintes:
| Tipo                  | Atleta         | Tempo   | Local | Data                |
| --------------------- | -------------- | ------- | ----- | ------------------- |
|                       | Estados Unidos | 3:27.28 | Roma  | 2 de agosto de 2009 |
| Recorde do campeonato | Estados Unidos | 3:27.28 | Roma  | 2 de agosto de 2009 |

## Medalhistas
| Ouro | Prata                                                                                     | Bronze |
| Estados Unidos · Matt Grevers · Kevin Cordes · Caeleb Dressel · Nathan Adrian · Ryan Murphy · Cody Miller · Tim Phillips · Townley Haas | Reino Unido · Chris Walker-Hebborn · Adam Peaty · James Guy · Duncan Scott · Ross Murdoch | Rússia · Evgeny Rylov · Kirill Prigoda · Aleksandr Popkov · Vladimir Morozov · Grigory Tarasevich · Anton Chupkov · Daniil Pakhomov · Danila Izotov |

## Resultados

### Eliminatórias
Esses foram os resultados das eliminatórias. Foram realizadas no dia 30 de julho com início às 10:21. 
| Pos. | Bateria | Raia   | Nacionalidade  | Nadadores | Tempo   | Notas            |
| ---- | ------- | ------ | -------------- | --- | ------- | ---------------- |
| 1    | 3       | 4      | Estados Unidos | Ryan Murphy (52.69) Cody Miller (58.99) Tim Phillips (50.74) Townley Haas (47.24)                              | 3:29.66 | Q                |
| 2    | 3       | 3      | Japão          | Ryosuke Irie (52.86) Yasuhiro Koseki (59.11) Yuki Kobori (51.27) Shinri Shioura (48.39)                        | 3:31.63 | Q                |
| 3    | 2       | 5      | Rússia         | Grigory Tarasevich (53.71) Anton Chupkov (59.06) Daniil Pakhomov (51.55) Danila Izotov (47.80)                 | 3:32.12 | Q                |
| 4    | 2       | 4      | Reino Unido    | Chris Walker-Hebborn (54.27) Ross Murdoch (59.50) James Guy (51.04) Duncan Scott (47.54)                       | 3:32.35 | Q                |
| 5    | 3       | 6      | Brasil         | Guilherme Guido (54.11) Felipe Lima (59.51) Henrique Martins (51.03) Bruno Fratus (47.73)                      | 3:32.38 | Q                |
| 6    | 3       | 2      | Hungria        | Richárd Bohus (54.01) Dániel Gyurta (1:00.23) Kristóf Milák (51.70) Dominik Kozma (47.41)                      | 3:33.35 | Q                |
| 7    | 2       | 3      | China          | Li Guangyuan (53.96) Yan Zibei (59.02) Li Zhuhao (51.74) Sun Yang (48.78)                                      | 3:33.50 | Q                |
| 8    | 3       | 1      | Bielorrússia   | Mikita Tsmyh (54.50) Ilya Shymanovich (59.03) Yauhen Tsurkin (51.45) Artsiom Machekin (48.85)                  | 3:33.83 | Q                |
| 9    | 3       | 5      | Austrália      | Mitch Larkin (54.23) Matthew Wilson (1:00.21) David Morgan (51.56) Cameron McEvoy (47.91)                      | 3:33.91 |                  |
| 10   | 1       | 4      | Polónia        | Tomasz Polewka (54.49) Marcin Stolarski (59.78) Konrad Czerniak (51.15) Kacper Majchrzak (48.58)               | 3:34.00 |                  |
| 11   | 2       | 2      | Itália         | Matteo Milli (54.91) Nicolò Martinenghi (59.43) Piero Codia (51.16) Alessandro Miressi (48.61)                 | 3:34.11 |                  |
| 12   | 2       | 7      | Canadá         | Javier Acevedo (55.15) Richard Funk (59.25) Josiah Binnema (52.60) Yuri Kisil (48.14)                          | 3:35.14 |                  |
| 13   | 2       | 6      | Alemanha       | Marek Ulrich (55.05) Marco Koch (1:00.02) Marius Kusch (52.17) Damian Wierling (48.02)                         | 3:35.26 |                  |
| 14   | 3       | 7      | Grécia         | Apostolos Christou (54.18) Ioannis Karpouzlis (1:01.57) Andreas Vazaios (52.45) Kristian Gkolomeev (47.73)     | 3:35.93 |                  |
| 15   | 3       | 9      | África do Sul  | Martin Binedell (56.10) Cameron van der Burgh (59.77) Chad le Clos (50.99) Myles Brown (49.45)                 | 3:36.31 |                  |
| 16   | 3       | 8      | Irlanda        | Shane Ryan (54.40) Nicholas Quinn (1:00.62) Brendan Hyland (52.58) Jordan Sloan (49.01)                        | 3:36.61 | Recorde nacional |
| 17   | 2       | 1      | Lituânia       | Danas Rapšys (54.30) Andrius Šidlauskas (1:00.17) Deividas Margevičius (53.00) Simonas Bilis (49.28)           | 3:36.75 |                  |
| 18   | 1       | 5      | Egito          | Youssef Abdalla (55.37) Marwan El-Kamash (1:02.06) Omar Eissa (54.08) Mohamed Samy (49.34)                     | 3:40.85 | Recorde nacional |
| 19   | 2       | 8      | Indonésia      | I Gede Siman Sudartawa (56.63) Indra Gunawan (1:03.33) Glenn Victor Sutanto (53.74) Triady Fauzi Sidiq (50.87) | 3:44.57 |                  |
| 20   | 3       | 0      | Paraguai       | Charles Hockin (55.98) Renato Prono (1:03.31) Benjamin Hockin (53.41) Matías López (53.21)                     | 3:45.91 |                  |
| 21   | 2       | 0      | Letônia        | Girts Feldbergs (55.86) Daniils Bobrovs (1:03.73) Nikolajs Maskaļenko (56.00) Uvis Kalniņš (50.67)             | 3:46.26 |                  |
|      | 1       | 3      | Quênia         | DNS | DNS     | DNS              |
| 2    | 9       | Israel |                | DNS | DNS     | DNS              |

### Final
A final foi realizada em 30 de julho às 19h25. 
| Pos.              | Raia | Nadadores      | Nacionalidade                                                                                          | Tempo   | Notas            |
| ----------------- | ---- | -------------- | --- | ------- | ---------------- |
| Medalha de ouro   | 4    | Estados Unidos | Matt Grevers (52.26) Kevin Cordes (58.89) Caeleb Dressel (49.76) Nathan Adrian (47.00)                 | 3:27.91 |                  |
| Medalha de prata  | 6    | Reino Unido    | Chris Walker-Hebborn (54.20) Adam Peaty (56.91) James Guy (50.80) Duncan Scott (47.04)                 | 3:28.95 | Recorde nacional |
| Medalha de bronze | 3    | Rússia         | Evgeny Rylov (52.89) Kirill Prigoda (59.02) Aleksandr Popkov (51.16) Vladimir Morozov (46.69)          | 3:29.76 | Recorde nacional |
| 4                 | 5    | Japão          | Ryosuke Irie (52.80) Yasuhiro Koseki (58.54) Yuki Kobori (51.21) Shinri Shioura (47.64)                | 3:30.19 | Recorde asiático |
| 5                 | 2    | Brasil         | Guilherme Guido (53.53) João Gomes Júnior (58.80) Henrique Martins (51.12) Marcelo Chierighini (48.08) | 3:31.53 |                  |
| 6                 | 1    | China          | Xu Jiayu (52.89) Yan Zibei (59.02) Li Zhuhao (51.45) Yu Hexin (48.29)                                  | 3:31.65 |                  |
| 7                 | 7    | Hungria        | Richárd Bohus (53.99) Daniel Gyurta (1:00.45) Kristóf Milák (50.97) Dominik Kozma (46.72)              | 3:32.13 | Recorde nacional |
| 8                 | 8    | Bielorrússia   | Mikita Tsmyh (54.54) Ilya Shymanovich (58.94) Yauhen Tsurkin (51.23) Artsiom Machekin (48.92)          | 3:33.63 | Recorde nacional |

Legenda
| Recorde mundial       | Recorde mundial (World record)               |                       | Recorde africano                      | Recorde africano (African) |                                           | Q | Classificado por posição (Qualified) |
| Recorde do campeonato | Recorde do campeonato (Championship record)  | Recorde da América    | Recorde da América (Americas)         | q                          | Classificado por melhor tempo (Qualified) |   |                                      |
| Melhor marca do ano   | Melhor marca do ano (World leading)          | Recorde asiático      | Recorde asiático (Asian)              | DNS                        | Não largou (Did not start)                |   |                                      |
| Recorde nacional      | Recorde nacional (National record)           | Recorde europeu       | Recorde europeu (European)            | DNF                        | Não terminou (Did not finish)             |   |                                      |
| Recorde pessoal       | Recorde pessoal do atleta (Personal best)    | Recorde da Oceania    | Recorde da Oceania (Oceania)          | DSQ / DQ                   | Desclassificado (Disqualified)            |   |                                      |
| Recorde da temporada  | Recorde da temporada do atleta (Season best) | Recorde sul-americano | Recorde sul-americano (South America) | NM                         | Sem marca (No mark)                       |   |                                      |